# (3397) Leyla
(3397) Leyla ist ein Asteroid, der am 12. Dezember 1964 von R. Burnham und Norman G. Thomas am Lowell-Observatorium in Flagstaff, Arizona, entdeckt wurde.
Benannt wurde der Asteroid nach Nancy Leyla Lohmiller, der Tochter eines Mitarbeiters des Minor Planet Centers der NASA.
Auf seiner exzentrischen Umlaufbahn um die Sonne kreuzt Leyla die Bahn des Planeten Mars.